# Municipio de Grafton (Illinois)
El municipio de Grafton (en inglés: Grafton Township) es un municipio ubicado en el condado de McHenry en el estado estadounidense de Illinois. En el año 2010 tenía una población de 53137 habitantes y una densidad poblacional de 567,85 personas por km².

## Geografía
El municipio de Grafton se encuentra ubicado en las coordenadas 42°12′1″N 88°24′57″O / 42.20028, -88.41583. Según la Oficina del Censo de los Estados Unidos, el municipio tiene una superficie total de 93.58 km², de la cual 92.69 km² corresponden a tierra firme y (0.95%) 0.89 km² es agua.

## Demografía
Según el censo de 2010, había 53137 personas residiendo en el municipio de Grafton. La densidad de población era de 567,85 hab./km². De los 53137 habitantes, el municipio de Grafton estaba compuesto por el 88% blancos, el 1.55% eran afroamericanos, el 0.33% eran amerindios, el 5.74% eran asiáticos, el 0.01% eran isleños del Pacífico, el 2.44% eran de otras razas y el 1.93% pertenecían a dos o más razas. Del total de la población el 8.87% eran hispanos o latinos de cualquier raza.